# Anodontoides radiatus
Anodontoides radiatus е вид мида от семейство Unionidae. Видът е почти застрашен от изчезване.

## Разпространение
Разпространен е в САЩ (Алабама, Джорджия, Луизиана, Мисисипи и Флорида).

## Описание
Популацията на вида е намаляваща.